# Tornbergets utsiktstorn

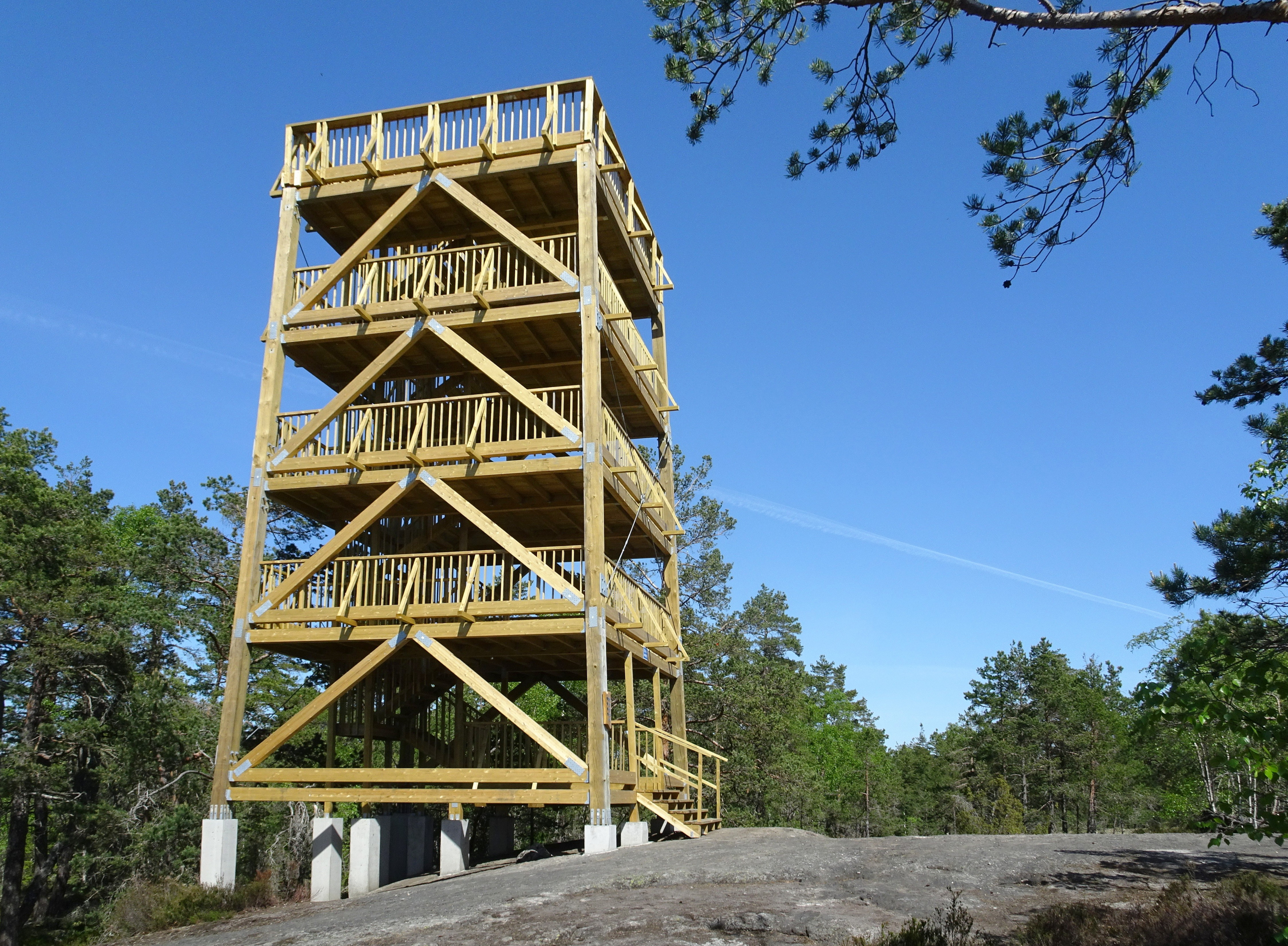
Utsiktstornet i maj 2018.

Tornbergets utsiktstorn (även Tornbergstornet) är en byggnad på Tornberget i skogsområdet Hanveden i Haninge kommun på Södertörn. Tornet står cirka 100 meter väster om Stockholms läns högsta naturliga punkt (111 meter över havet) och invigdes i april 2018.

## Tidigare torn

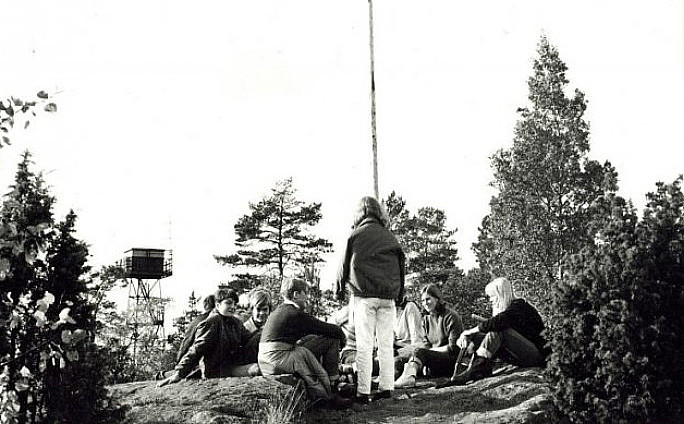
Gamla tornet, 1967.

Under andra världskriget fanns på Tornberget ett luftbevakningstorn som revs 1981. Tornberget har tidigare även haft ett mindre civilt utsiktstorn av trä som av säkerhetsskäl revs samtidigt med luftbevakningstornet. Härifrån kunde man, vid god sikt, skönja Katarina kyrkas kyrktorn, 20 kilometer bort i riktning nordnordost.
Under många år låg de rostiga resterna efter militärtornet kvar på bergets platå. De städades bort först när det nuvarande tornet skulle byggas. I och med avsaknaden av ett utsiktstorn gick Tornberget miste om en del av sin dragningskraft för att uppleva vackra vyer eftersom trädtopparna skymmer den storslagna utsikten.

## Ett nytt torn

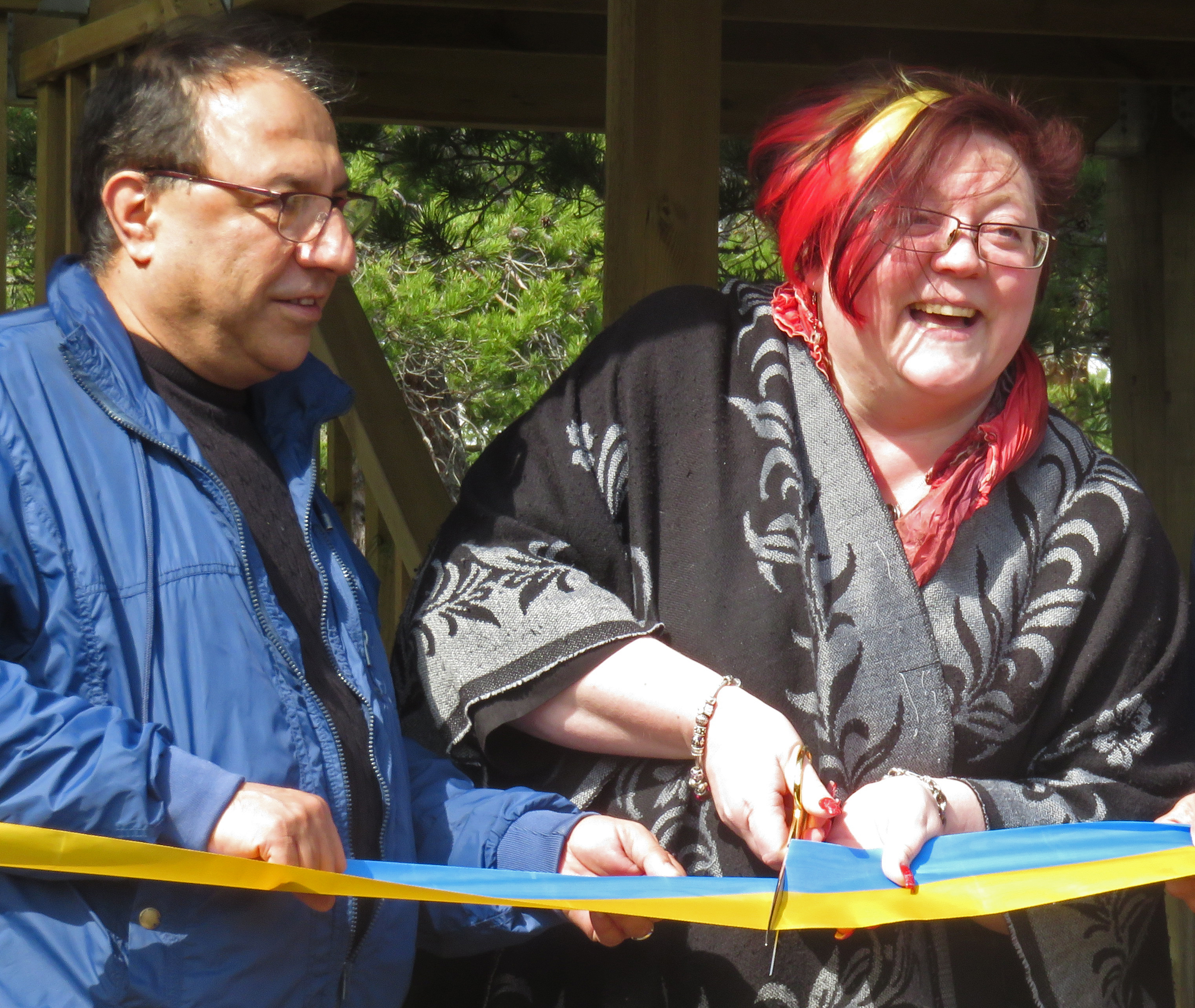
Mehmet Coksürer och Meeri Wasberg vid invigningen 28 april 2018.

I maj 2012 beslutade Haninge kommun att låta bygga ett nytt utsiktstorn, cirka hundra meter väster om den högsta punkten på berget. Den 3 september 2014 tog dåvarande vice ordförande i kultur- och fritidsnämnden, Krystyna Munthe, ett första symboliskt spadtag. På hösten 2017 var grundplintarna gjutna och de prefabricerade torndelarna låg vid Tornberga gård i väntan på att bli upplyfta till toppen med helikopter.
Under vintern 2017–2018 monterades tornet och den 28 april 2018 invigdes byggnaden officiellt. Kommunstyrelsens ordförande Meeri Wasberg höll invigningstal och klippte band tillsammans med kultur- och fritidsnämndens ordförande Mehmet Coksürer.
Tornet är en tio meter hög träkonstruktion med fyra utsiktsplattformar (den nedersta våningen ej medräknad) i olika höjd som nås via en central anordnat trappa. Den översta plattformen ligger tio meter över mark och räcker över trädtopparna så att man härifrån får fri sikt i alla riktningar. Vänder man blicken mot norr och Stockholm syns vid god sikt bland annat Globen och Tele2 Arena, vilket motsvarar en sträcka på 18 km. 
Anläggningskostnaden var cirka en miljon kronor. Till bidragsgivarna hörde några företag, organisationer och privatpersoner. Det nya tornet projekterades av Cowi och byggdes av Rotgruppen. 
Tornberget och tornet nås bland annat norrifrån via Paradisets naturreservat eller söderifrån från Tornberga gård. I samband med bygget fick vandringsleden mellan Tornberga gård och Tornberget en ny skyltning. Den kortaste vägen är från Tornberga gård, cirka 1,6 km.

## Bilder

Byggarbetena
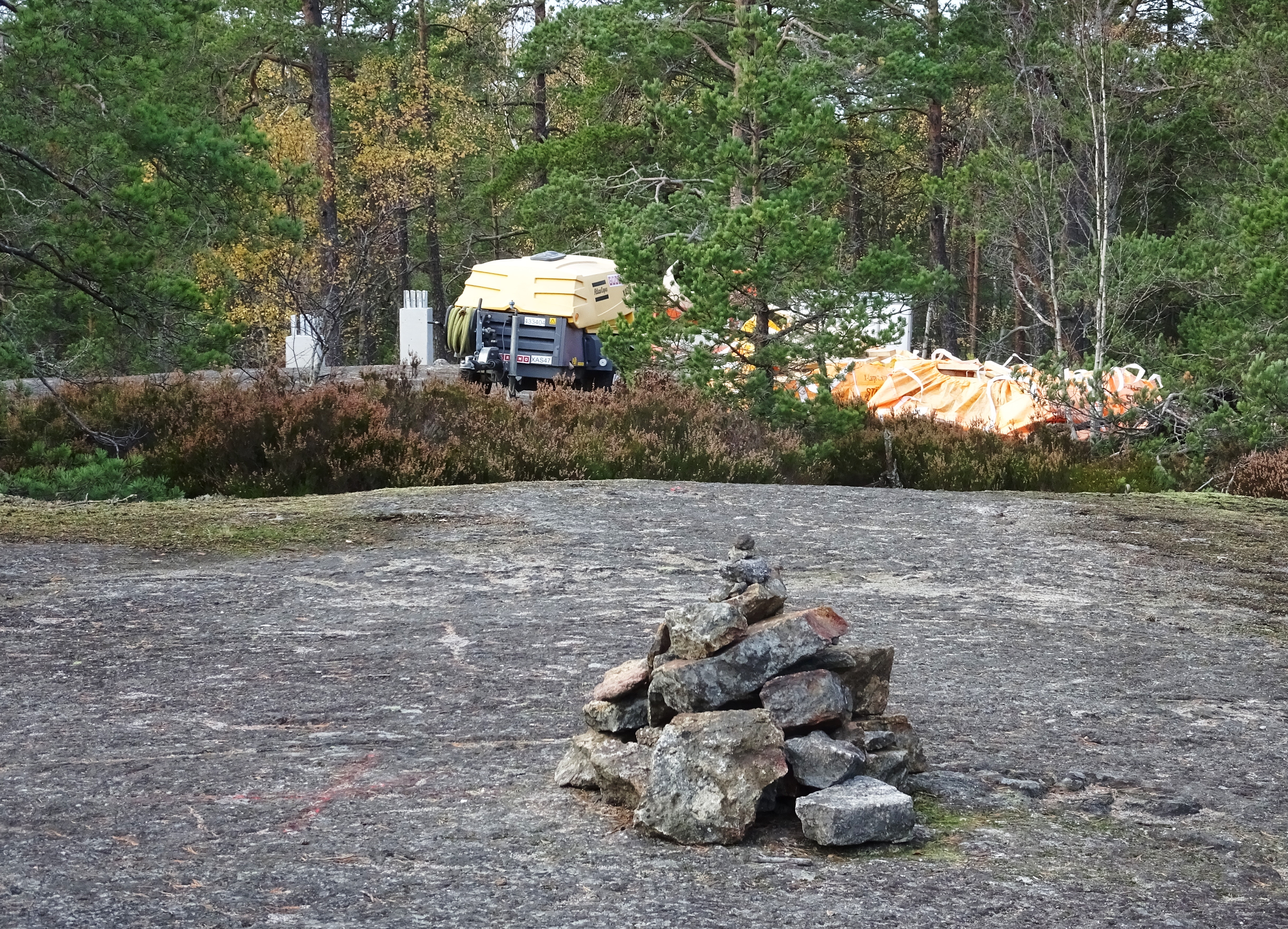
Tornbergets platå med byggplatsen i bakgrunden
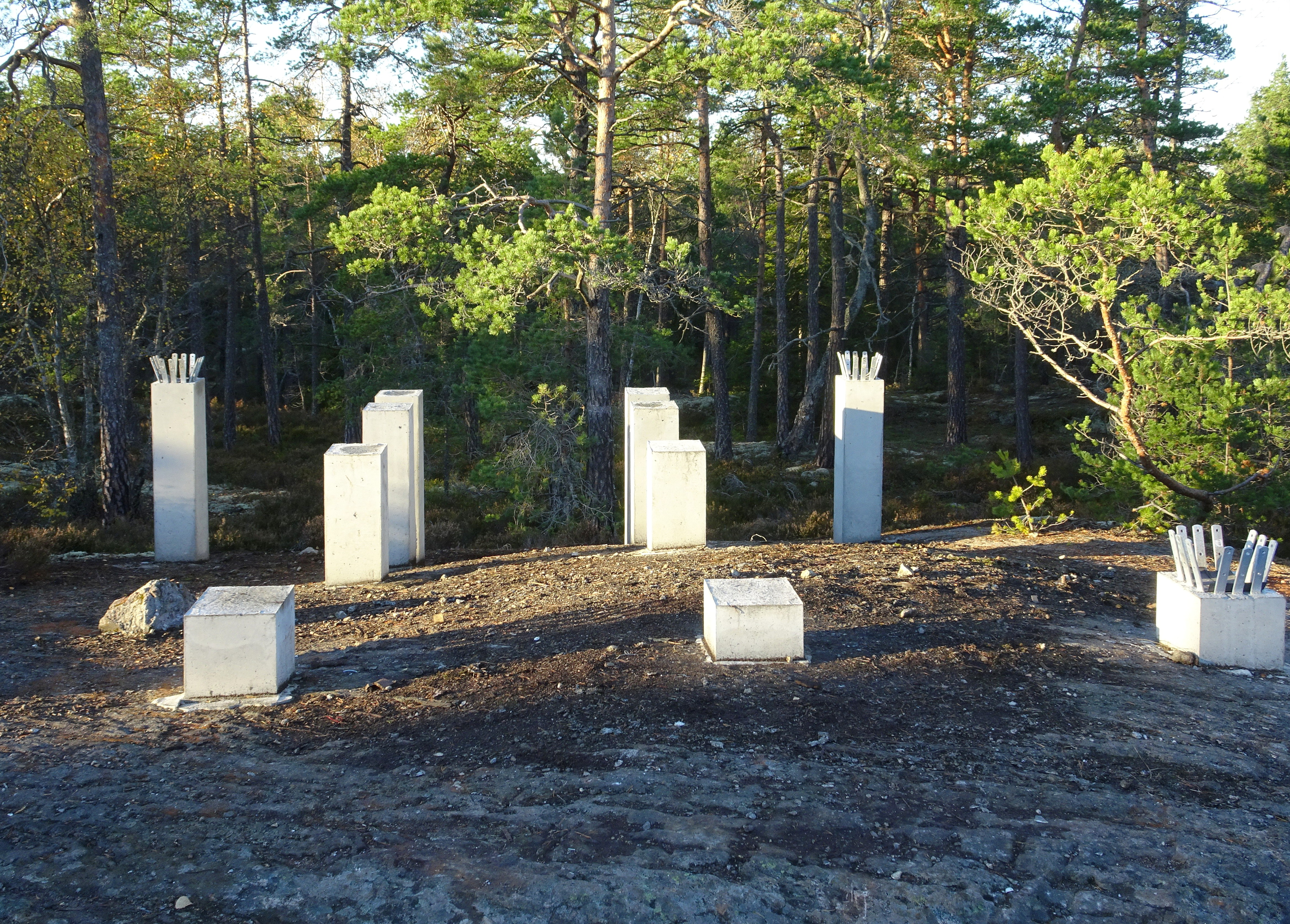
Tornets betongplintar, november 2017
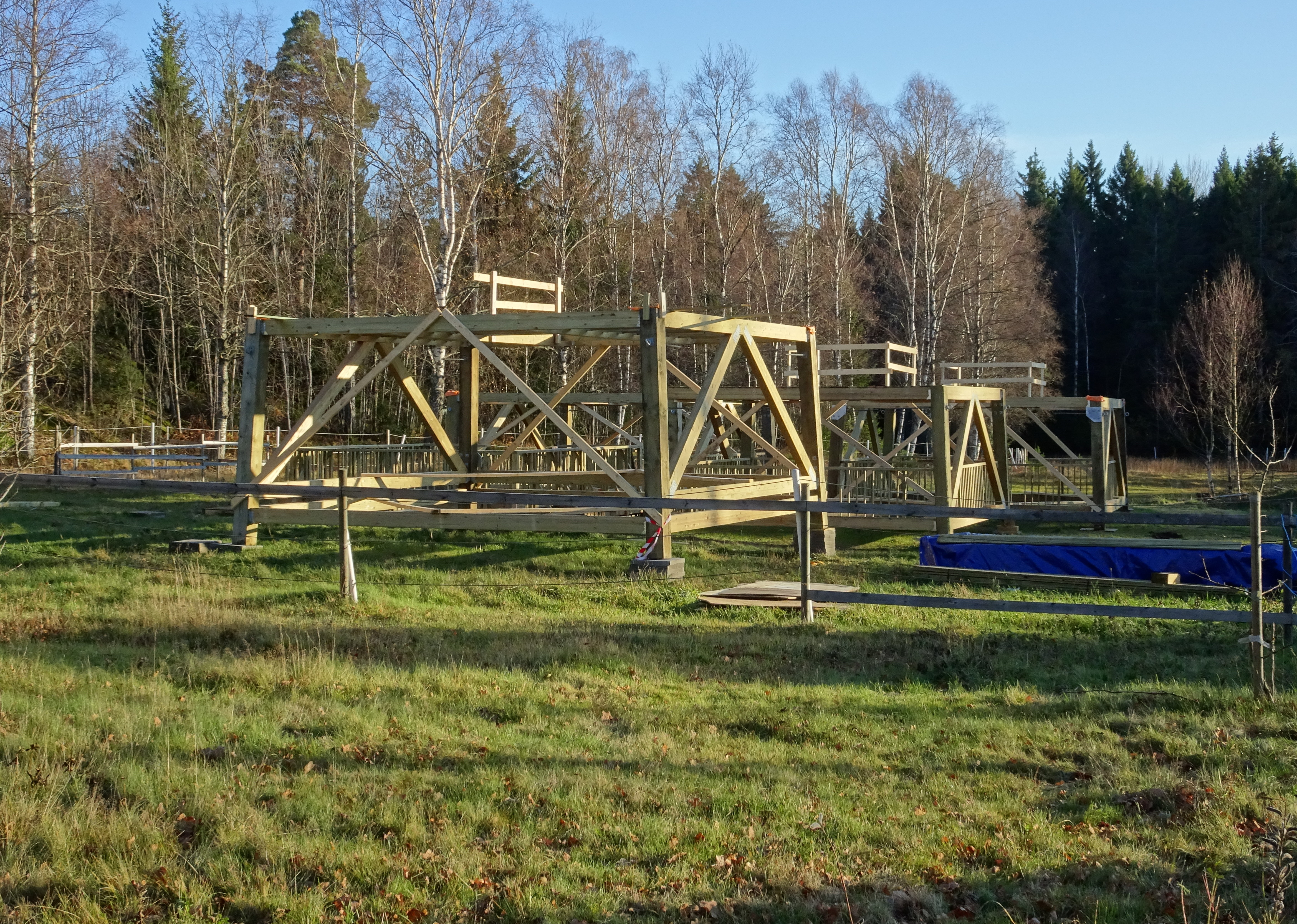
Torndelar vid Tornberga gård
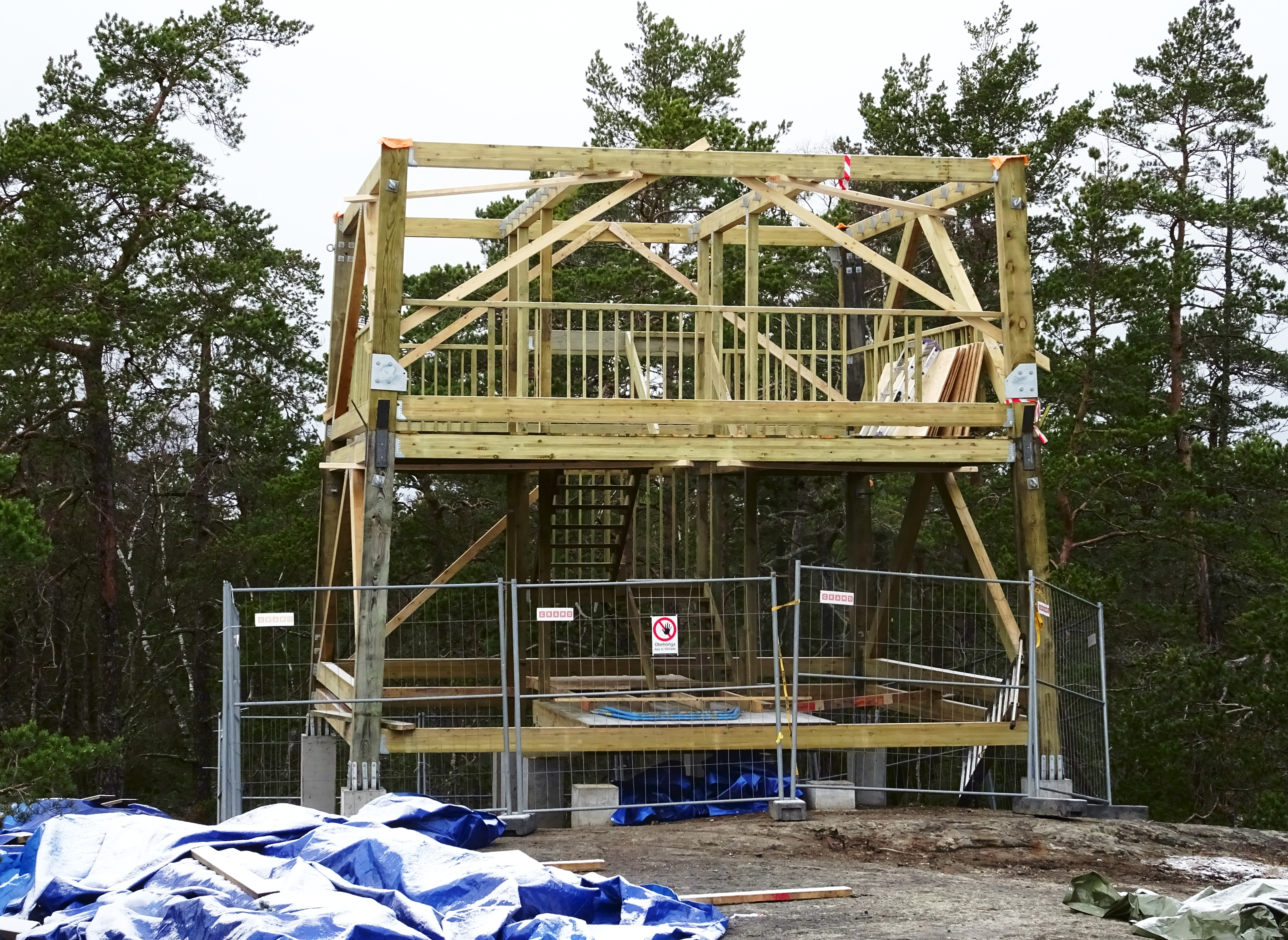
Första plattform monterad, december 2017

Tornet
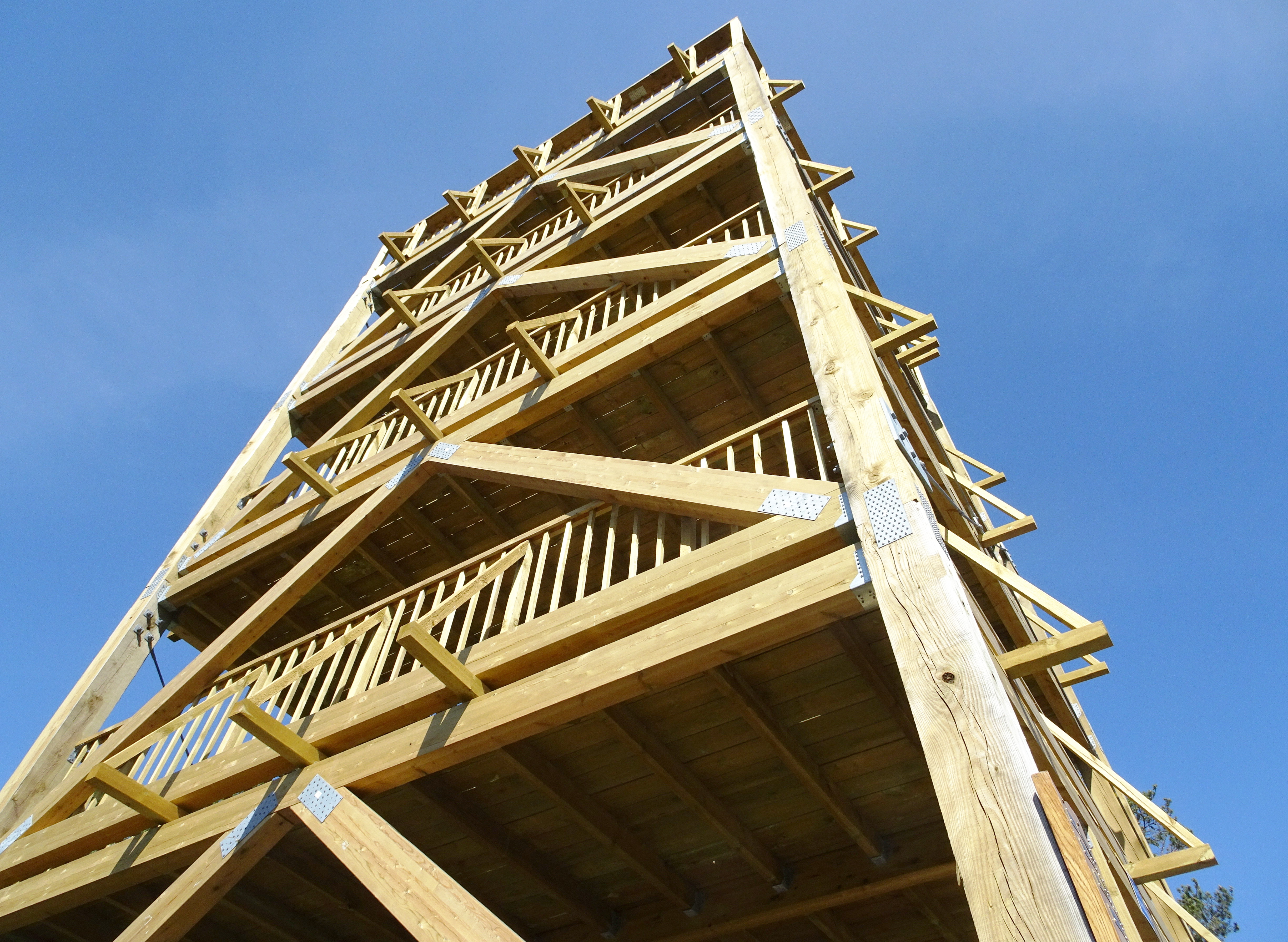
Tornet
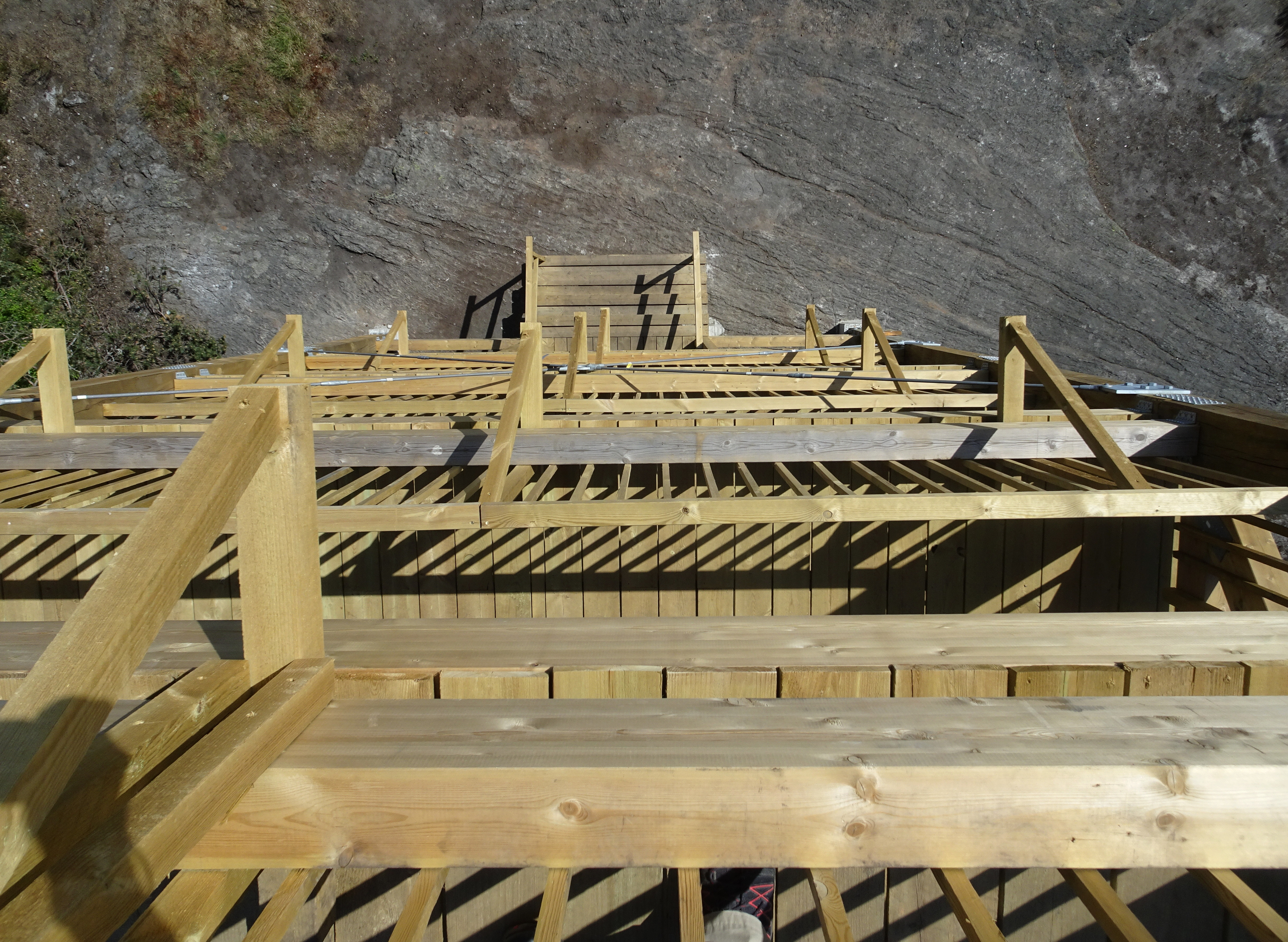
Vy rakt ner
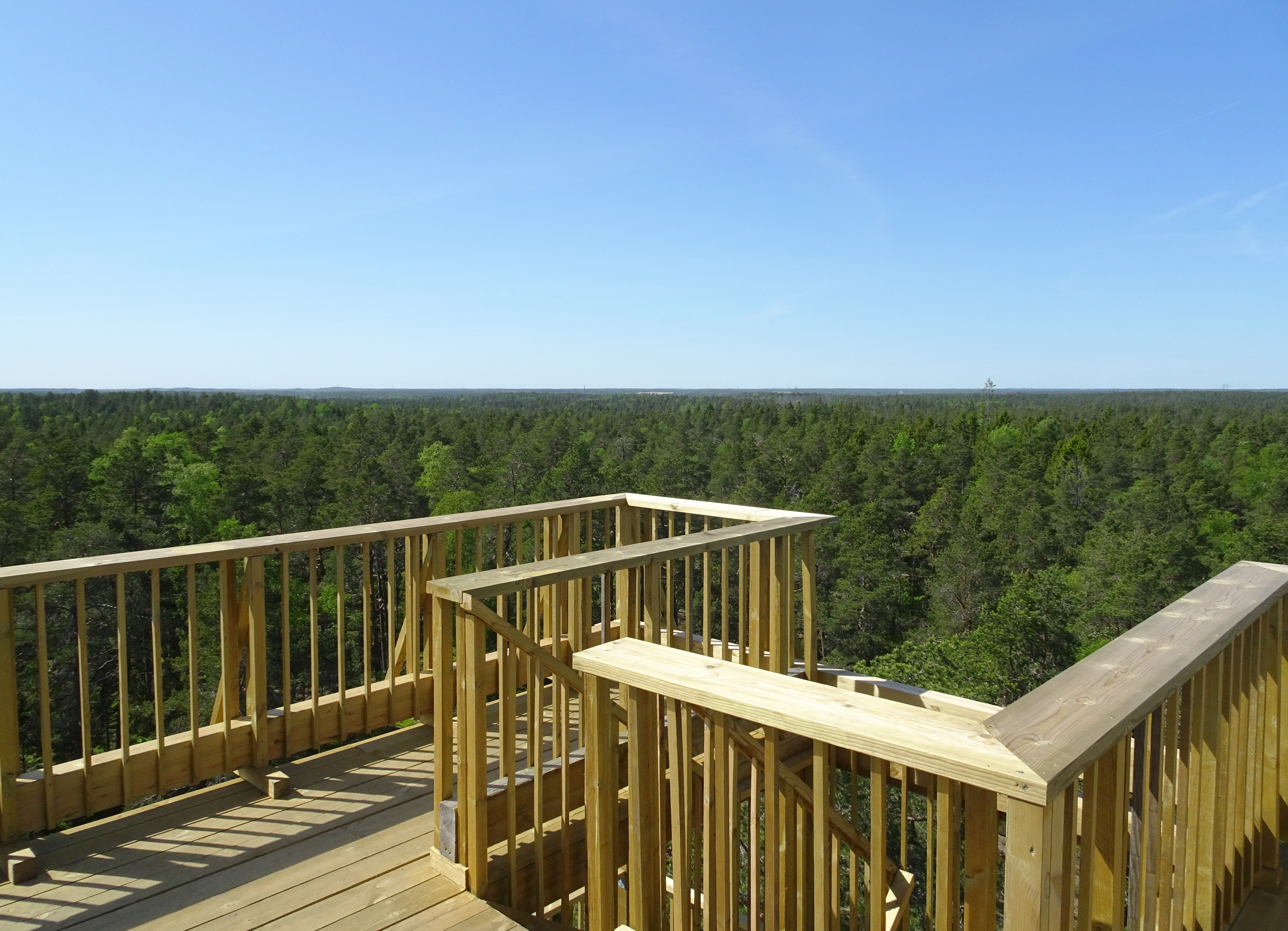
Översta plattformen
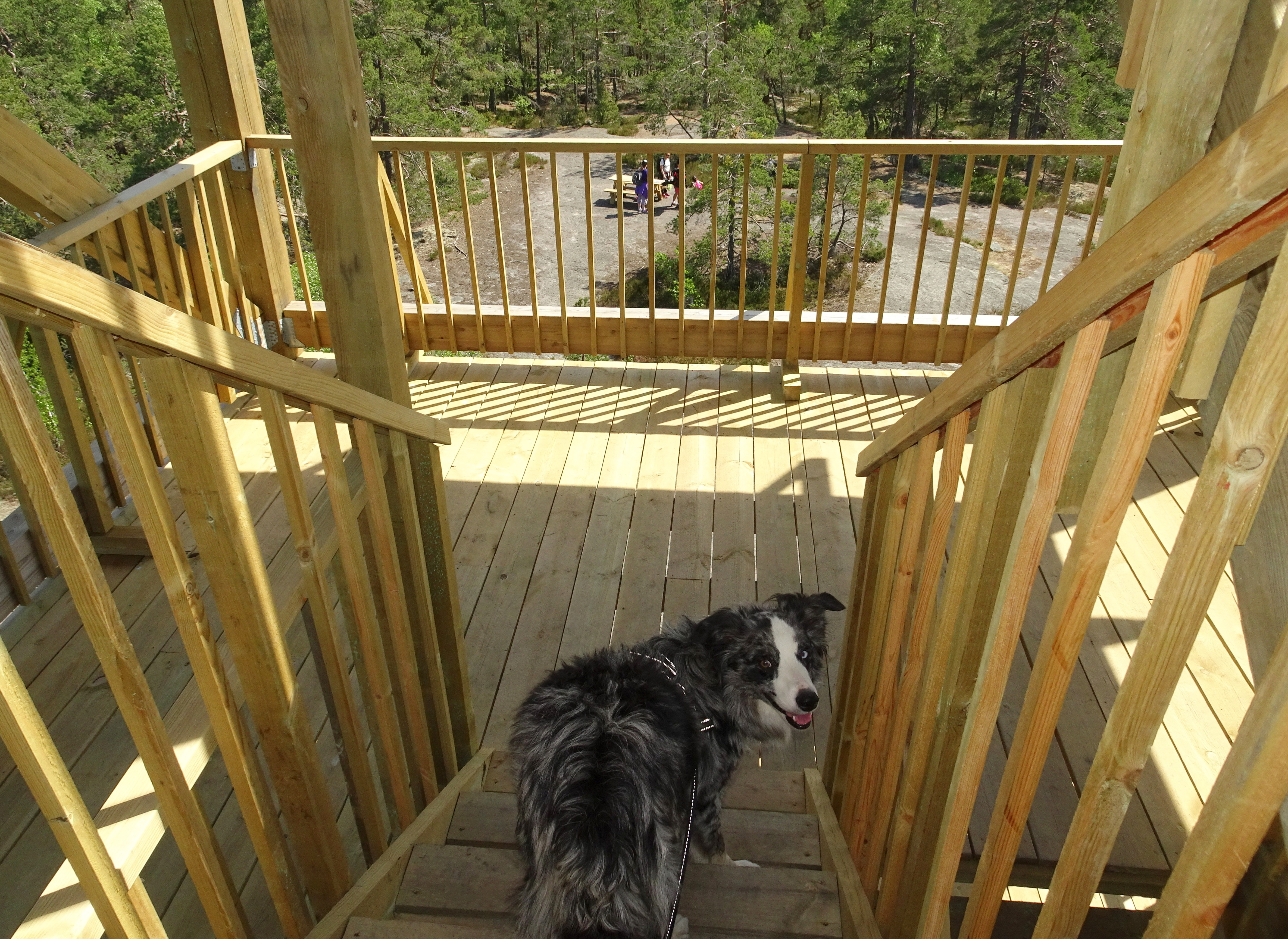
På väg ner

Utsikten
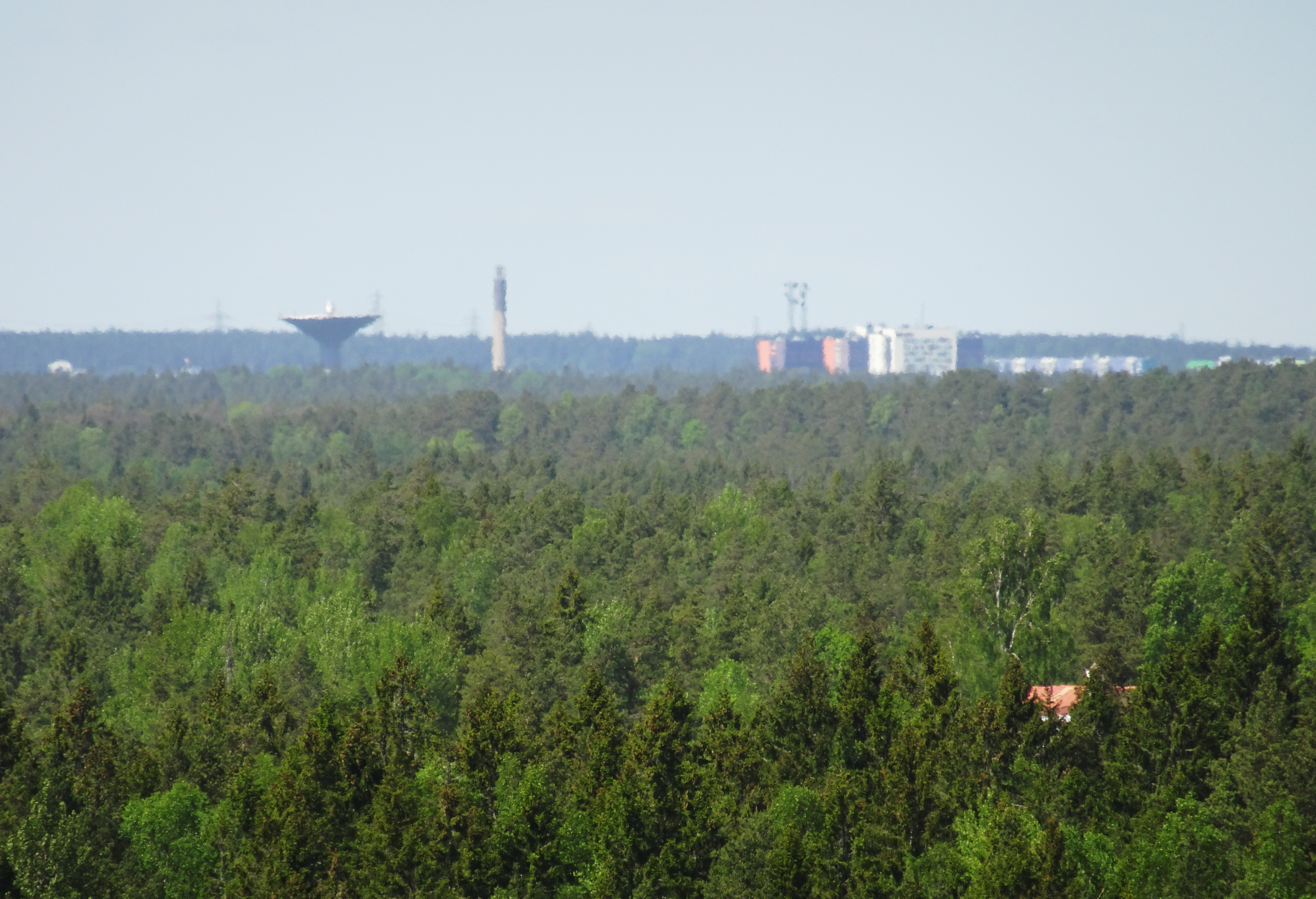
Åt nord-nordväst: mot Flemingsberg. Avstånd 10 km.
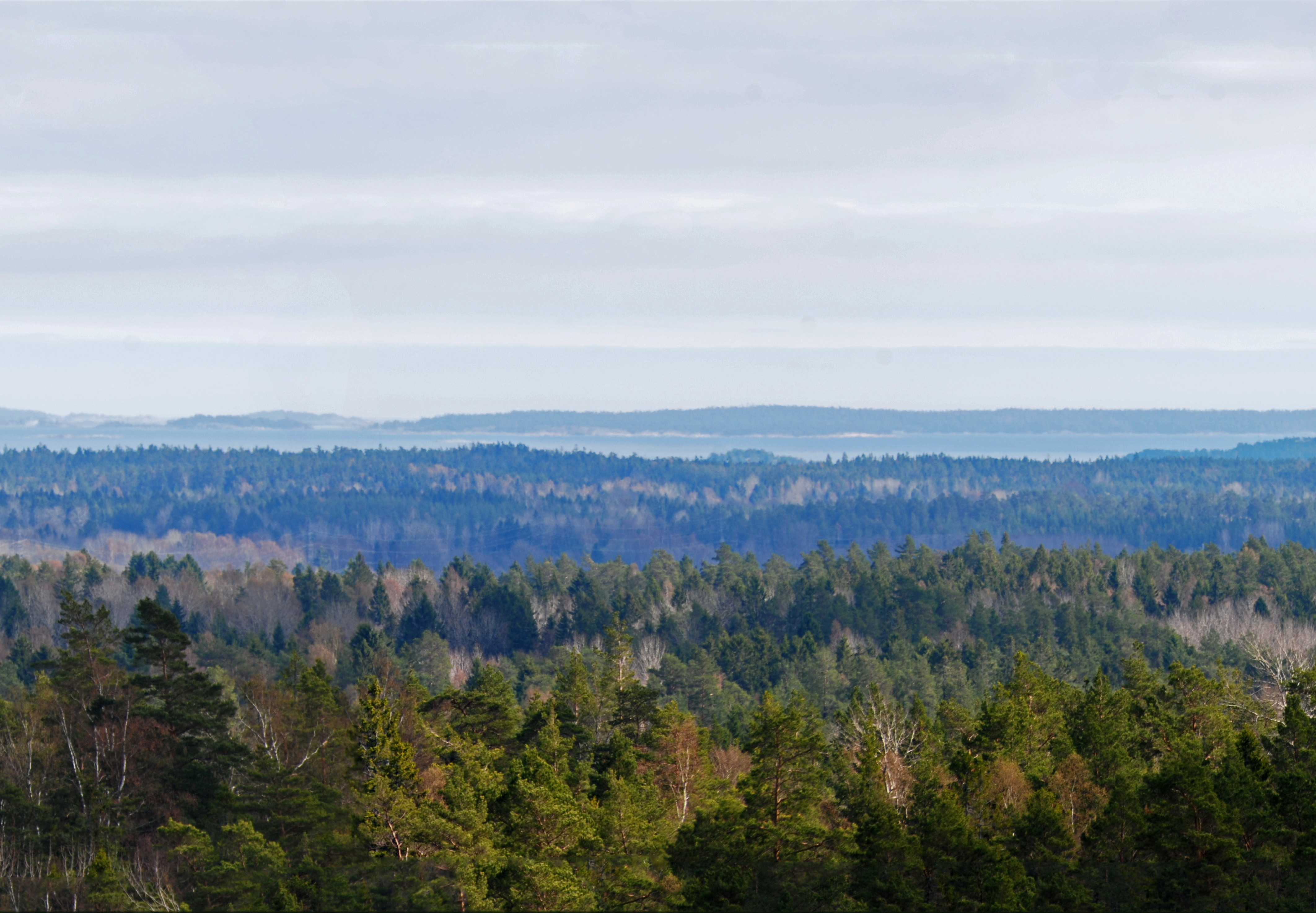
Åt sydost: mot Horsfjärden. Avstånd 12–15 km
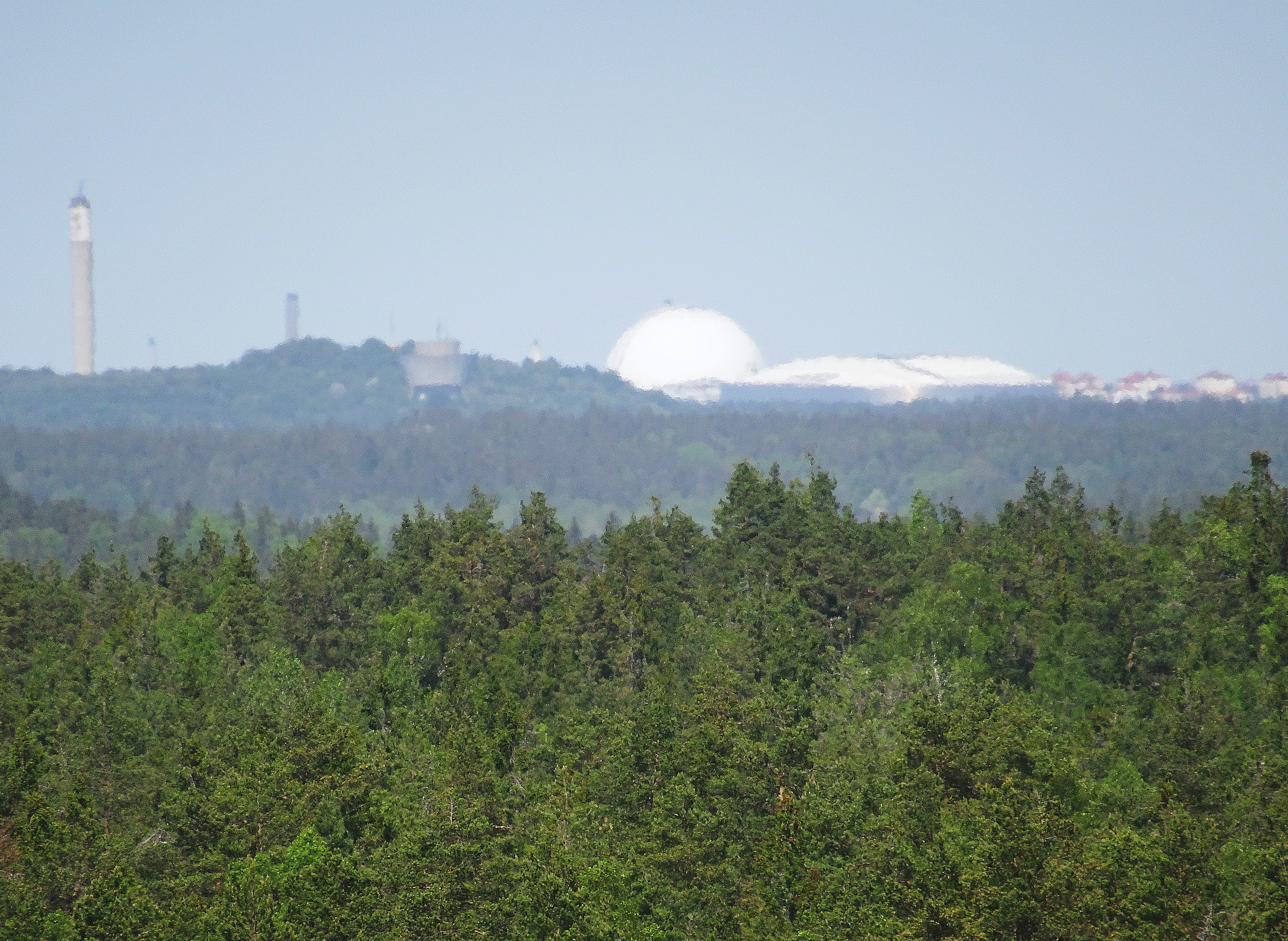
Åt norr: Globen och Tele2 Arena. Avstånd 20 km.
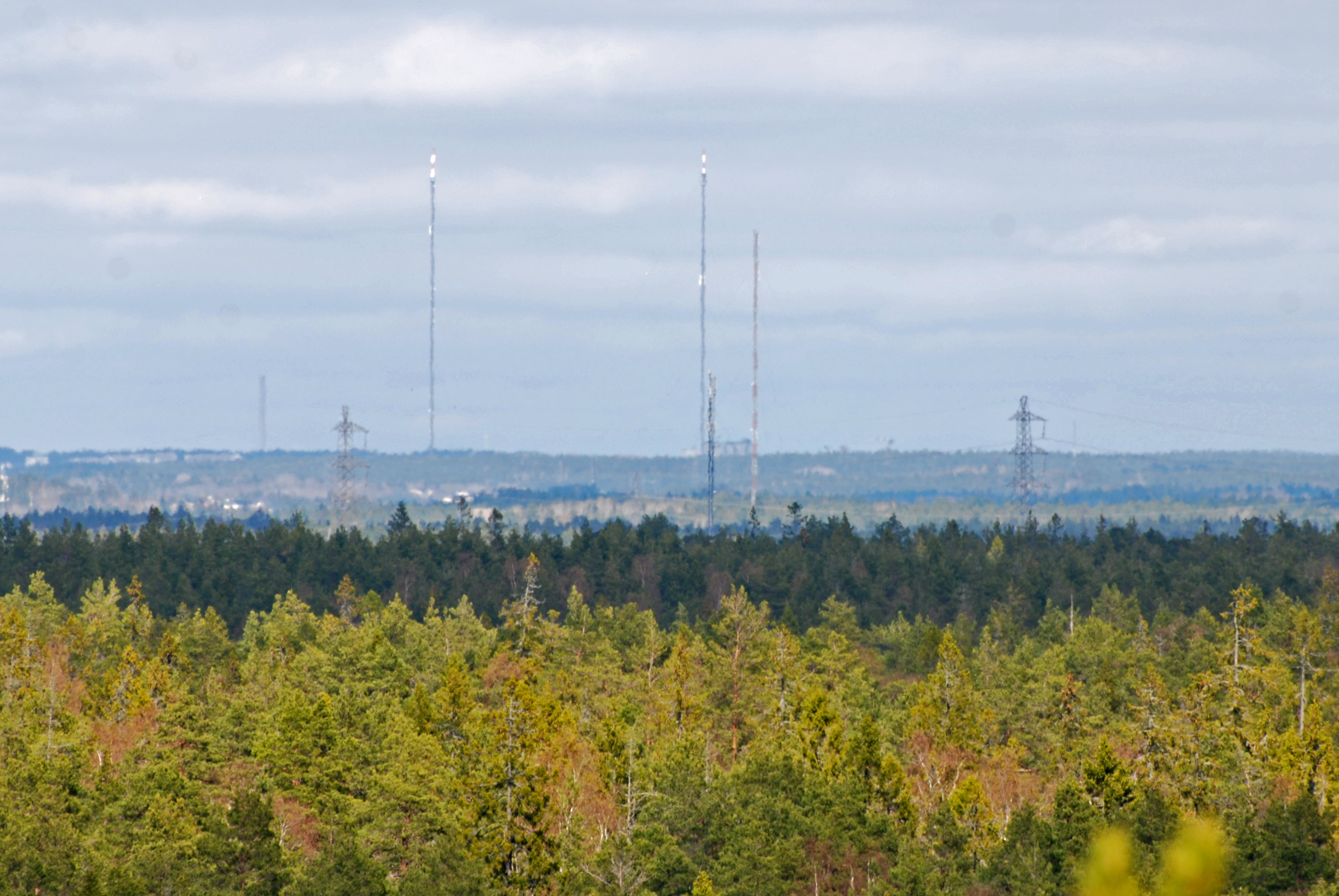
Åt nord-nordost: Nackamasterna. Avstånd 20 km.